# Fàbrica de l'Espart
La Fàbrica de l'Espart és un antic molí hidràulic ubicat entre les partides de les Jovades i de la Pedrera del terme de Potries, a la comarca de la Safor. Rep també els noms de Molí de l'Àngel i Fàbrica de Parets.

## Context
L'edifici originari aprofitava les aigües de la séquia del Rebollet per accionar el mecanisme de la mòlta. Cap al 1930 se'n va modificar l'ús, passant a dedicar-se a la transformació d'espart, activitat en què també es feia servir la força motriu de l'aigua.
Se situa al costat del camí que uneix Potries amb la Font d'en Carròs, a prop del barranc de Beniteixir, que separa tots dos termes. Al costat de la fàbrica s'inicia el fil de les Jovades de Potries, una derivació de la séquia del Rebollet. Al costat de la fàbrica hi ha un safareig que comparteix el seu nom.

## Història

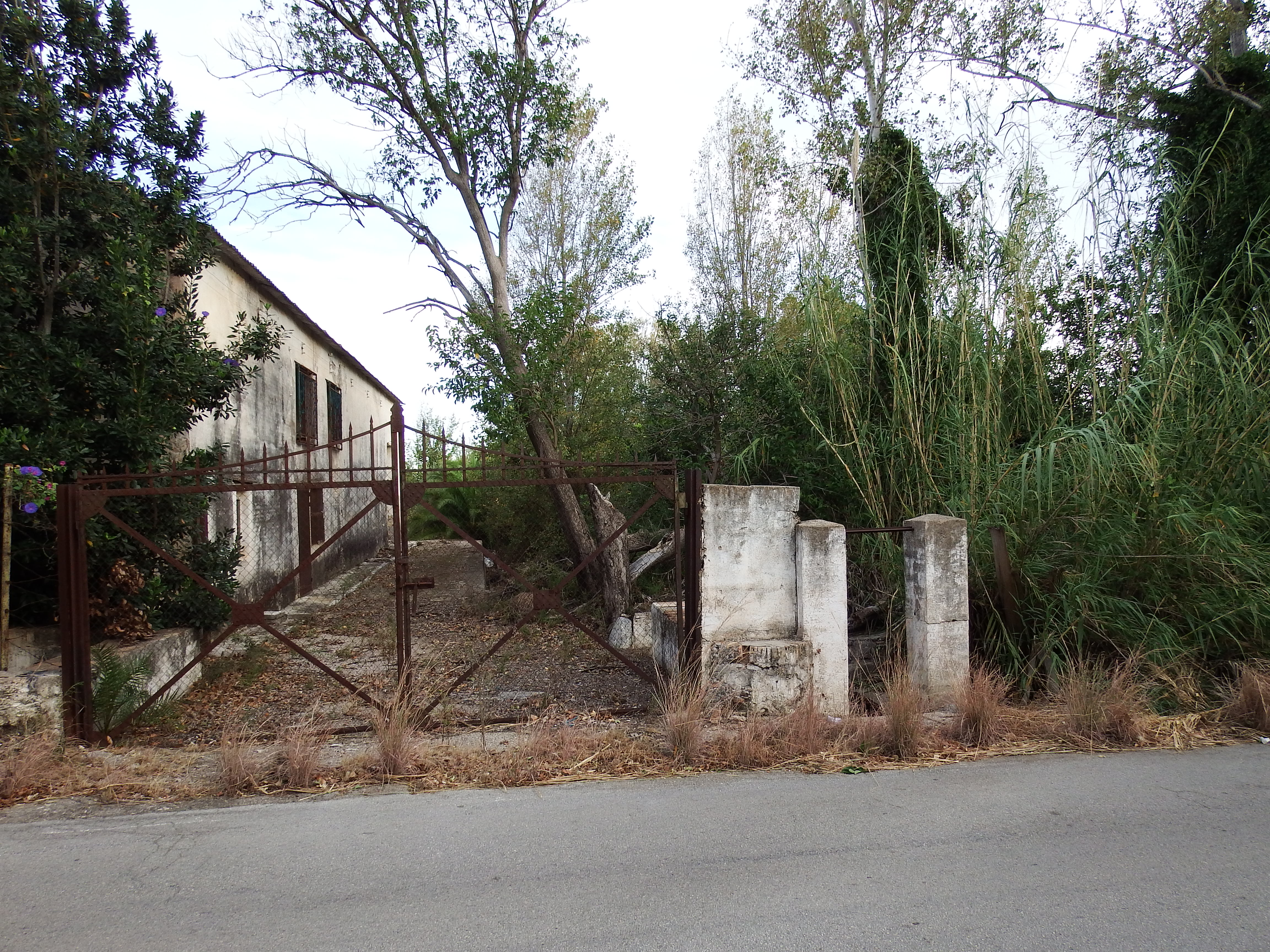
Entrada i, a la dreta, safareig

Per l'estructura i els materials emprats, s'estima que el molí es va construir al segle XVII, o fins i tot abans. Consta que s'usés com a molí fins a la dècada de 1920, operant sota el nom de Molí de l'Àngel. A la dècada de 1930 es va convertir en fàbrica d'espart, amb el nom de Manufactures Durà, sent el propietari Salvador Durà.
Hi havia dues basses on es remullaven la planta, però aquestes han desaparegut. Després del mullat, es transportava a les muntanyes properes, on s'estenia per assecar-lo. Un cop sec, es transportava de nou a la fàbrica on es passava la fibra per unes maces mogudes per energia hidràulica, que premsaven i separaven la fibra vegetal.

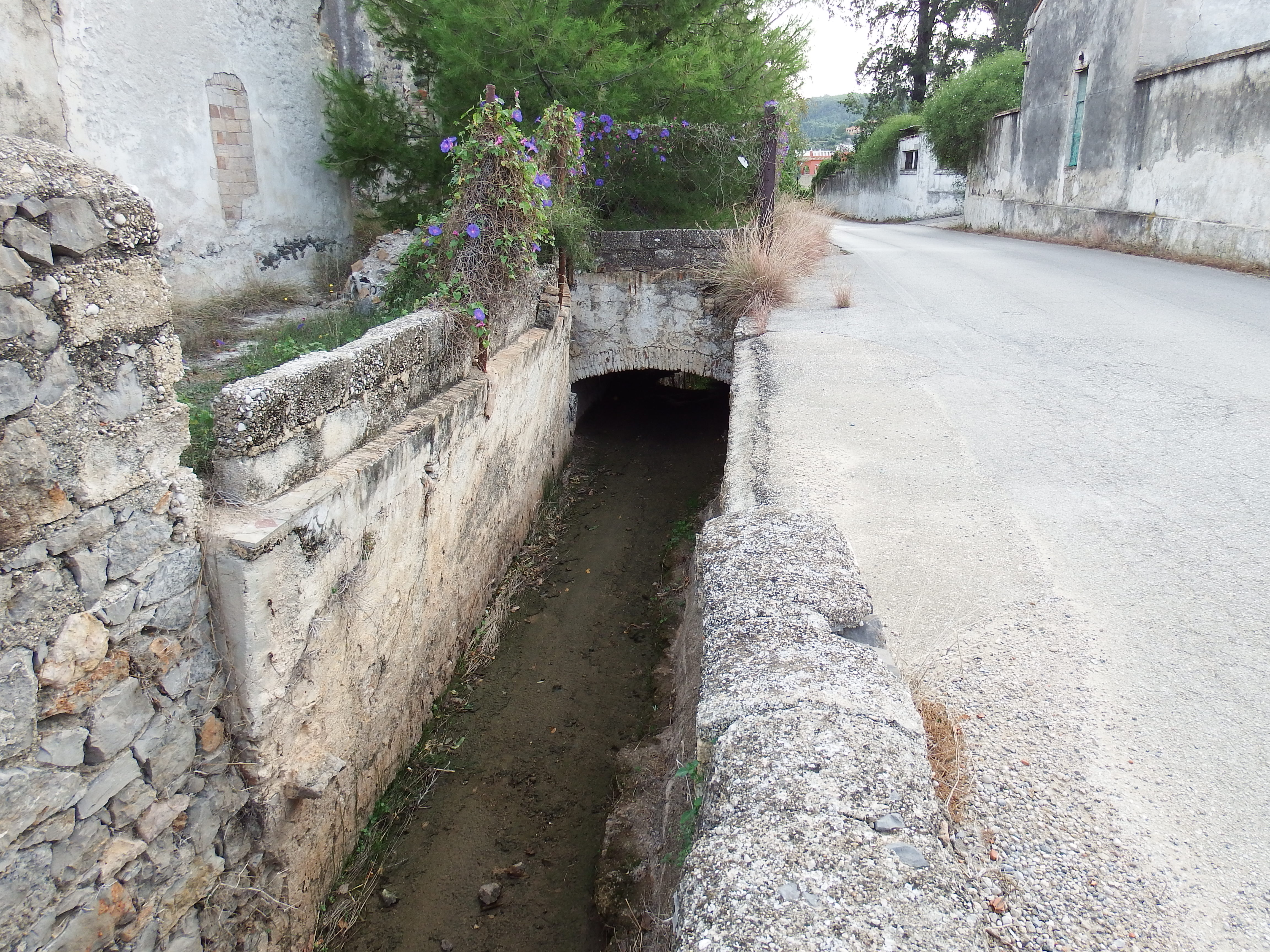
Séquia del Rebollet davant la fàbrica

La fibra d'espart era la matèria primera per a tota una sèrie de productes, entre els quals destacaven els relacionats amb el comerç de cítrics, com la piola, les cordes emprades per embolicar les caixes de taronges, o les maromes per a vaixells utilitzaven al port de Gandia, el trànsit del qual estava en increment en aquell moment. El 1883 el volum d'exportació fruitera de Gandia, realitzada llavors des de les seues platges, era d'unes 30.000 tones. El 1892 es va inaugurar el port. El 1934 Gandia era el segon port exportador de fruita d'Espanya, amb 250.000 tones. Altres productes de la fàbrica eren fregalls i soles d'espardenya.

## Descripció
La fàbrica està formada per dos edificis annexos, de planta rectangular, coberta a dues aigües i comunicats entre ells. El més occidental servia com a magatzem, i se n'ha datat la construcció cap a la dècada de 1930. L'edifici oriental procedeix de la construcció originària, l'antic molí fariner anomenat de l'Àngel.
L'aparell d'aquesta construcció és de rajoles massisses i abundant argamassa de calç (entrejuntes de 3 a 3,5 centímetres), la resta del parament de rajola i maçoneria carejada. Tot el mur està arrebossat i recobert amb una beurada de calç, si bé en alguns punts l'arrebossat s'ha desprès.

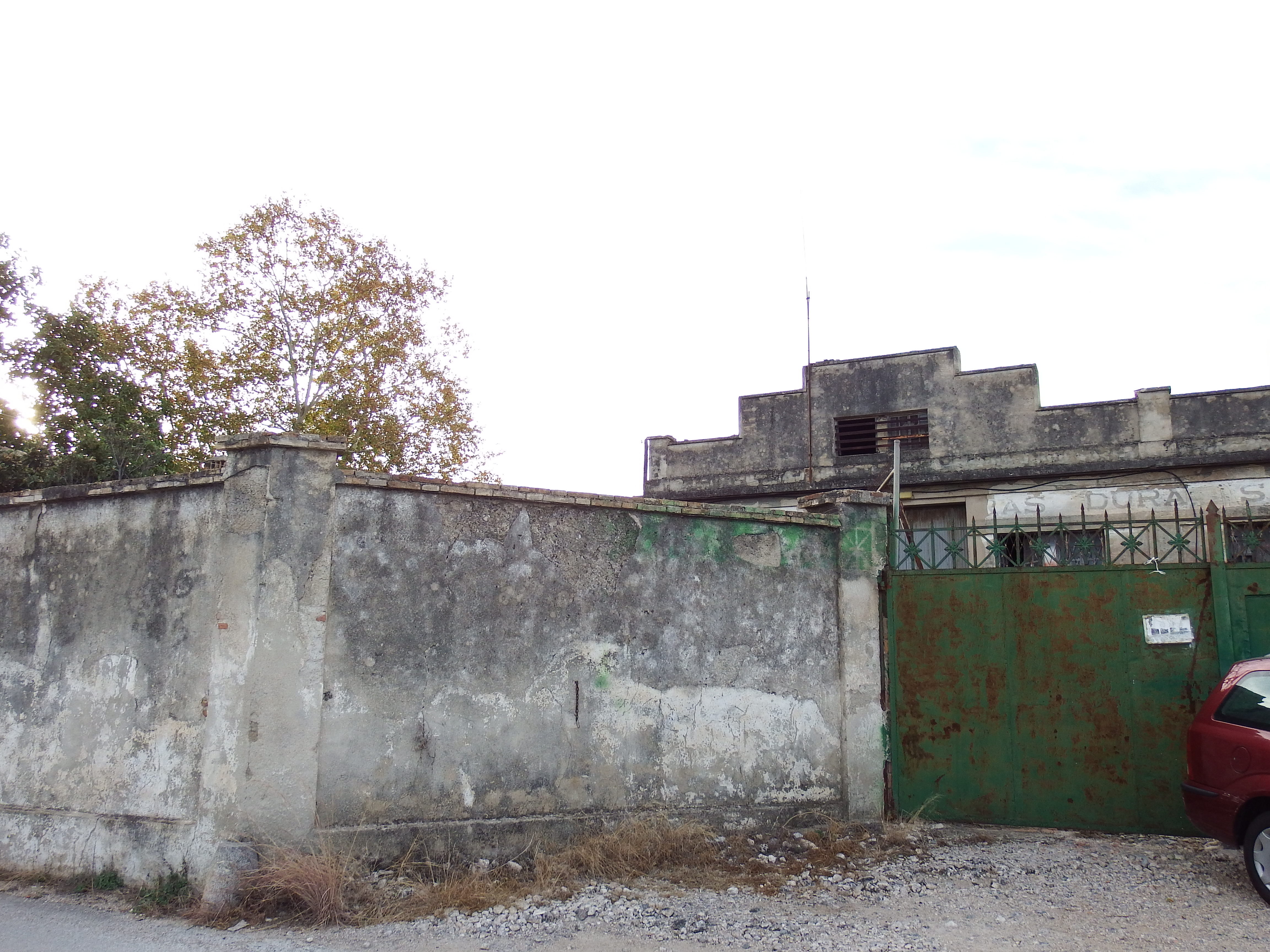
Edifici fabril i accés

A l'edifici oriental es distingeixen dues parts. La meridional és la més antiga, mentre que la septentrional es va afegir els anys 1930. La primera part presenta una àmplia planta baixa dividida en tres crugies, separades per dos arcs de mig punt diafragmàtics, sobre pilars rectangulars. A la paret del fons, que tanca la tercera crugia, s'observa un arc molt rebaixat immers al mur. Aquesta planta baixa es troba pavimentada amb llosetes rectangulars. S'hi accedeix descendint per una escala que queda a la façana oriental. Sobre la planta baixa s'alcen dos forjats; en aquests es distribuïen les diferents dependències domèstiques de l'edifici i les oficines.

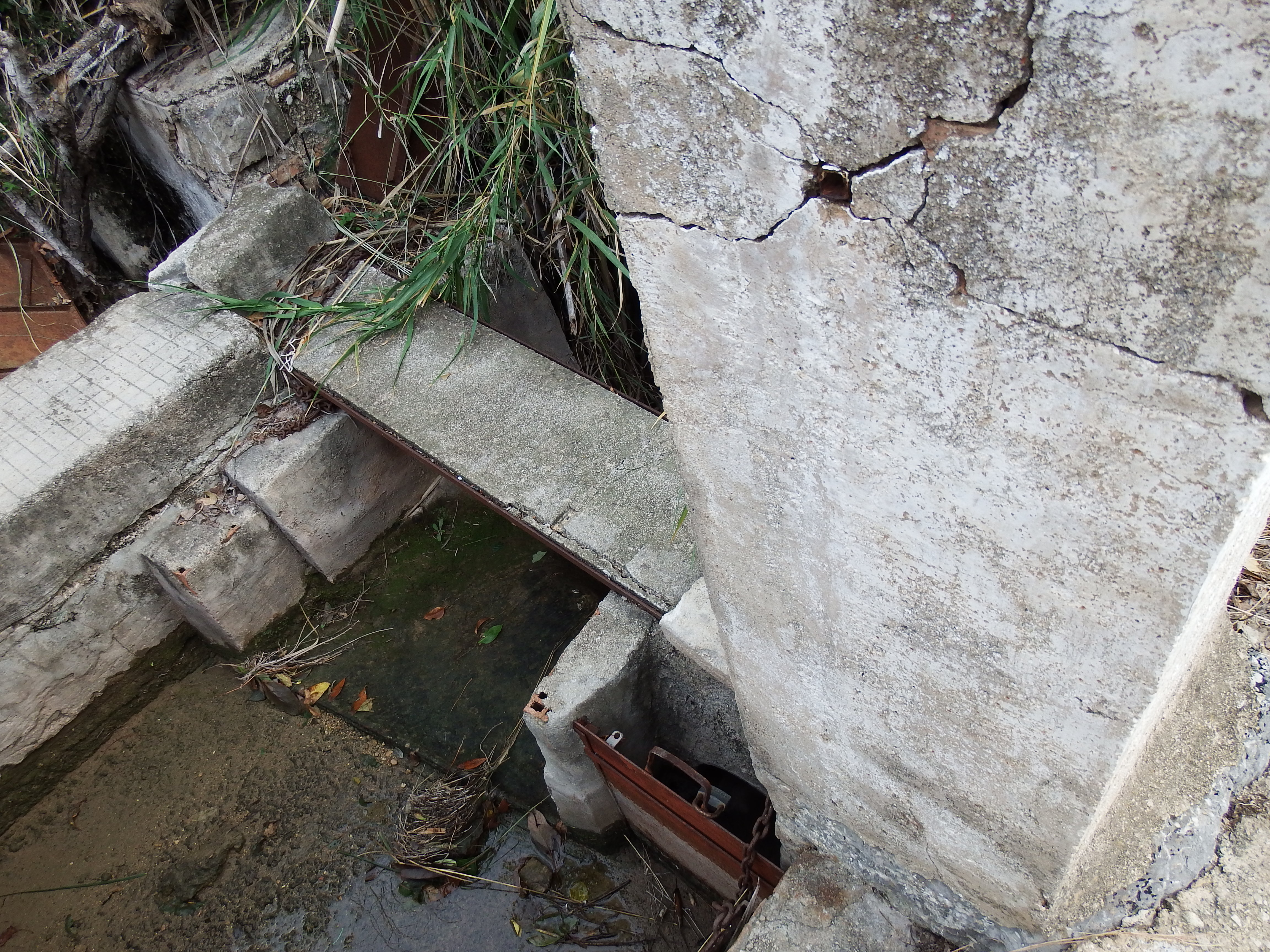
Llavador

La façana sud fa 25 metres de longitud per uns 5 d'alçada; la part originària ve a mesurar uns 12 metres de costat. La llum aproximada dels arcs interiors és de 4,80 metres. El molí tenia un cub de 3 metres de salt, sense bassa, directament de la séquia, dues rodes i dos jocs de moles. L'edifici ocupa una superfície d'uns 700 metres quadrats.

### Catalogació
El molí-fàbrica figura a la llista autonòmica de béns immobles d'etnologia. A més també figuren amb les seues pròpies fitxes el safareig adjunt i el tram de la séquia del Rebollet que discorre al llarg del camí de la Font d'en Carròs davant la fàbrica.